# Antsahampano
Antsahampano is een plaats in Madagaskar gelegen in het district Antsiranana II van de regio Diana. In 2001 telde de plaats bij de volkstelling 7624 inwoners. De plaats heeft een maritieme haven.
In de plaats is alleen basisonderwijs beschikbaar. 60% van de bevolking is landbouwer en 25% van de bevolking houdt zich bezig met veeteelt. Het belangrijkste gewas is mais, maar er worden ook uien, rijst en tomaten verbouwd. De industrie- en dienstensector worden door respectievelijk 5% en 4% van de bevolking vertegenwoordigd. Ten slotte is 6% van de bevolking werkzaam in de visserij.